# 파주 보광사 영산회상도
파주 보광사 영산회상도(坡州 普光寺 靈山會上圖)는 대한민국 경기도 파주시 광탄면, 보광사에 있는 불화이다. 2018년 4월 30일 경기도의 유형문화재 제319호로 지정되었다.

## 지정 사유
제작 연대가 확실하고 전체적으로 짜임새 있는 구도와 각 존상의 안정적인 형태, 표현 등에서 전통 불화의 도상을 갖추고 있다. 19세기 중반 이후 경기지역을 중심으로 활발하게 활동한 화승들이 제작한 것으로 시대 성과 지역적 특색을 알려주는 가치를 보유하고 있다.

## 같이 보기
- 파주 보광사

## 참고 자료
- 파주 보광사 영산회상도 - 국가유산청 국가유산포털